# Edward Schubert
Edward Schubert (ur. 19 stycznia 1866 w Krakowie, zm. 23 lipca 1932 w Lanckoronie) – generał brygady Wojska Polskiego.

## Życiorys
Urodził się 19 stycznia 1866 roku w Krakowie, w rodzinie Józefa i Franciszki z domu Lenhard. Uczył się w Gimnazjum św. Jacka w Krakowie.
15 października 1884 roku został urzędnikiem wojskowym cesarskiej i królewskiej armii. Odbył praktykę w intendenturze c. i k. I Korpusu w Krakowie. Od 1894 roku w Ministerstwie Wojny w Wiedniu. W 1917 roku urzędnik VII rangi. Tam formalnie wszedł do Wojska Polskiego jako pracownik likwidatury tego ministerstwa.
Od listopada 1918 roku w Wojsku Polskim. 23 marca 1919 roku został mianowany szefem Sekcji Rachunkowej Kontroli Departamentu Gospodarczego Ministerstwa Spraw Wojskowych w stopniu pułkownika. 1 marca 1920 roku, po reorganizacji ministerstwa, objął stanowisko szefa Sekcji 4 Rachunkowo-Kontrolnej Oddziału IV Zaopatrzenia i Komunikacji Sztabu Ministerstwa Spraw Wojskowych. 18 września tego roku został przewodniczącym komisji do spraw opracowania przepisów kasowości i rachunkowości. 9 listopada 1920 roku został zatwierdzony z dniem 1 kwietnia 1920 roku w stopniu pułkownika gospodarczego, w grupie oficerów byłej armii austro-węgierskiej. 10 stycznia 1921 roku został członkiem komisji mieszanej do przeprowadzenia rewizji w Polskiej Wojskowej Misji Zakupów w Paryżu. 1 czerwca 1921 minister spraw wojskowych, w wykonaniu art. 19 dekretu Naczelnego Wodza z 11 kwietnia „O zadaniach i organizacji Kontroli Administracji Wojskowej”, mianował go pułkownikiem Korpusu Kontrolerów Wojskowych. 11 października tego roku został szefem Oddziału Kontroli Wykonania Budżetu Wojskowej Kontroli Generalnej. 3 maja 1922 roku został zweryfikowany w stopniu pułkownika ze starszeństwem z dniem 1 czerwca 1919 roku i 2. lokatą w korpusie oficerów kontrolerów.
31 marca 1924 roku Prezydent RP Stanisław Wojciechowski, na wniosek Ministra Spraw Wojskowych generała dywizji Władysława Sikorskiego, nadał mu stopień generała brygady ze starszeństwem z dniem 1 lipca 1923 roku i 23. lokatą w korpusie generałów.
Z dniem 30 kwietnia 1925 roku został przeniesiony w stały stan spoczynku. Osiadł w Lanckoronie, gdzie 23 lipca 1932 roku zmarł.
Od 10 maja 1924 był żonaty z Aleksandrą Emilią Głaziewicz z domu Besler (1878–1942). 

## Galeria

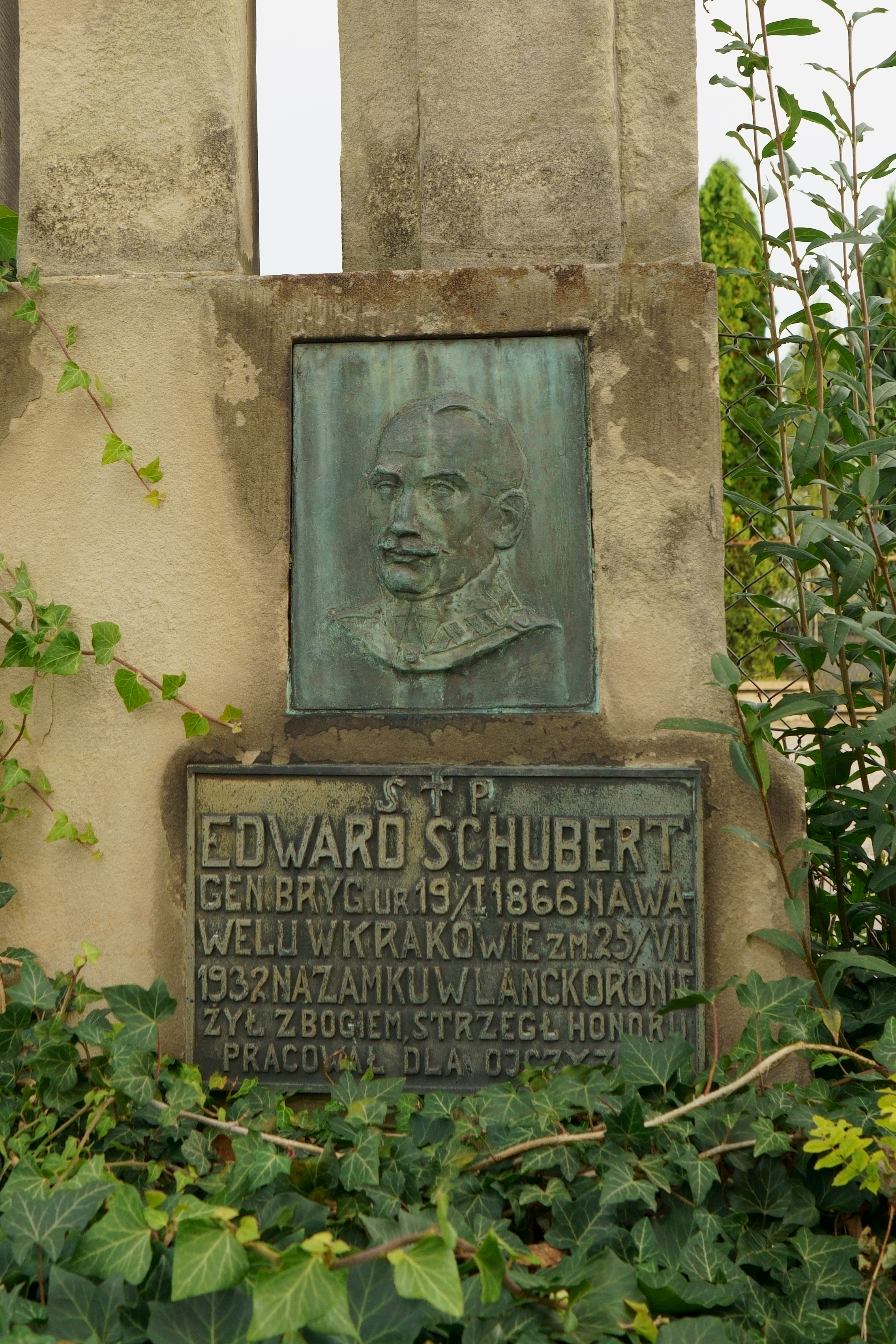
Tablica nagrobna
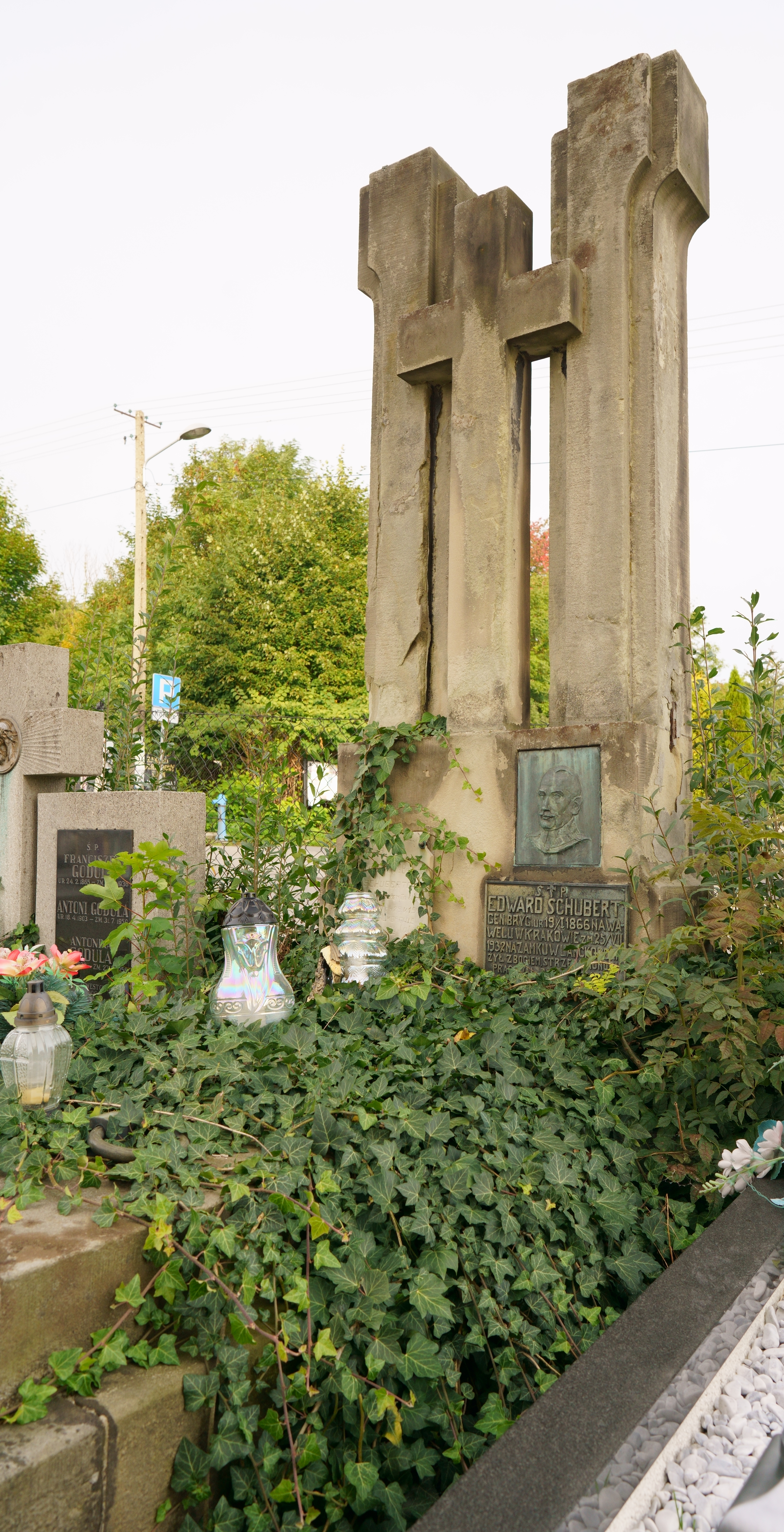
Grób na cmentarzu w Lanckoronie

## Ordery i odznaczenia
- Krzyż Oficerski Orderu Odrodzenia Polski – 2 maja 1923 „w uznaniu zasług, położonych dla Rzeczypospolitej Polskiej na polu administracji wojskowej”[6][7][8]